# مانوئلا موکه
مانوئلا موکه (آلمانی: Manuela Mucke؛ زادهٔ ۳۰ ژانویهٔ ۱۹۷۵) قایقران کانو اهل آلمان بود.